# Graswurzel-Journalismus
Graswurzel-Journalismus (von grassroot, auch partizipativer Journalismus oder Bürger-Journalismus) ist eine Form des Journalismus, bei der die Zivilgesellschaft innerhalb der klassischen Medien oder durch eigene Medien am gesellschaftlichen Diskurs teilnimmt. Die Publikationsmöglichkeiten im Internet, besonders Weblogs, Podcasts und Videoplattformen, haben zur Verbreitung des Graswurzel-Journalismus beigetragen.

## Definition
Eine Definition für partizipativen Journalismus von Shayne Bowman und Chris Willis lautet übersetzt:
„Partizipativer Journalismus ist die Tätigkeit eines Bürgers oder einer Gruppe von Bürgern, die eine aktive Rolle im Prozess der Recherche, des Berichtens, des Analysierens sowie des Verbreitens von Nachrichten und Informationen einnehmen. Ziel dieser Partizipation ist die Bereitstellung von unabhängigen, verlässlichen, genauen, ausführlichen und relevanten Informationen, die eine Demokratie benötigt.“
The act of a citizen, or group of citizens, playing an active role in the process of collecting, reporting, analyzing and disseminating news and information. The intent of this participation is to provide independent, reliable, accurate, wide-ranging and relevant information that a democracy requires.

## Geschichte
Der Begriff Graswurzel-Journalismus lehnt sich an Graswurzelbewegung an und stammt aus dem Bereich der anglo-amerikanischen Publizistik. Im deutschsprachigen Raum war seit den 1970er Jahren das Konzept der Gegenöffentlichkeit verbreitet. Das partizipative Element betont der norwegische Friedensforscher Johan Galtung, der ein Konzept für einen friedensfördernden Journalismus entwickelt hat.
Vorläufer sind die alternativen Stattzeitungen der 1970er und 1980er Jahre, ebenso die Freien Radios der 1980er Jahre. Eine Sonderform ist der gesetzlich verankerte Bürgerrundfunk. Wandzeitungen können auch ohne Internet interaktive Projekte organisieren.
Als Vorläufer des User-Generated-Content können auch Offene Kanäle, veröffentlichte Leserbriefe sowie Hörer-/Zuschaueranrufe als Teil laufender Sendungen angesehen werden. Sie sind dem Graswurzel-Journalismus nur zum Teil verpflichtet.

## Beispiele
- Contraste, Monatszeitung für selbstverwaltete Betriebe und Kollektive
- Democracy Now, US-amerikanischer Graswurzeljournalismus
- Graswurzelrevolution, Monatszeitung für eine gewaltfreie, herrschaftslose Gesellschaft
- Graswurzel-TV, ein Internet-Sender
- Indymedia, Independent Media Center (IMC)
- NowPublic, ehemaliges US-Bürgerjournalismusangebot (populär 2007–2009)
- OhmyNews, eine südkoreanische internationale Internetzeitung
- Okto, ein TV-Sender, finanziert durch die Gemeinde Wien
- Roter Reporter, eine der ältesten lokalen Alternativzeitungen
- Wikinews, ein Nachrichtenportal (Wikimedia-Projekt)